# كزافييه بلوم بينتو
كزافييه بلوم بينتو هو رسام إكوادوري، ولد في 1957.